# ويل ساندز
ويل ساندز (بالإنجليزية: Will Sands)‏ هو لاعب كرة قدم أمريكي في مركز مركز الجناح ‏، ولد في 6 يوليو 2000 في ري ‏ في المملكة المتحدة. لعب مع كولومبوس كرو.

## وصلات خارجية
- ويل ساندز على موقع الدوري الأمريكي (الإنجليزية)
- ويل ساندز على موقع قاعدة بيانات كرة القدم.إي يو (الإنجليزية)
- ويل ساندز على موقع Soccerway.com (الإنجليزية)
- ويل ساندز على موقع عالم كرة القدم.نت (الإنجليزية)